# Цикиндял, Дмитрий

Дмитрий Цикиндял (рум. Dimitrie Ţichindeal, род. в Банате около 1760 г., умер в 1818 г.) — румынский писатель

 и педагог. 
Был учителем в учительской школе в Араде, но, подвергшись преследованию за патриотически-румынский образ мыслей, бросил службу и занял место священника у себя на родине. 
Напечатал: «Filosofices ci si politicesci prin Fabule moralnice invetta uri adec a Fabule» (1814), с прибавлением наставления нравственного и политического характера, постоянно обращающего внимание на общественное и политическое положение румын. Это сочинение — отчасти подражание, отчасти перевод известного сочинения сербского народолюбца Досифея Обрадовича — полно, тем не менее, патриотического одушевления и способствовало пробуждению национального сознания у румын; новое издание его вышло в 1838 году.